# Visayanzee
De Visayanzee is een binnenzee in de Filipijnen. De zee wordt omgeven door de centrale Filipijnse eilandengroep Visayas, staat in het noordwesten middels het Jintotolo-kanaal in verbinding met de Sibuyanzee, in het noordoosten met de Samarzee, in het zuidoosten met de Camoteszee, in het zuiden met de Boholzee en de Suluzee. Het grootste eiland in de Visayanzee is Bantayan.